# Liste der Einträge im National Register of Historic Places im Teton County (Wyoming)

Lage des Teton County in Wyoming

Die Liste der Einträge im National Register of Historic Places im Teton County in Wyoming führt alle Bauwerke und historischen Stätten im Teton County auf, die in das National Register of Historic Places aufgenommen wurden.

## Legende
| NRHP | Historic Place                      |
| HD   | Historic District                   |
| NHL  | National Historic Landmark          |
| NHLD | National Historic Landmark District |

## Aktuelle Einträge
| [ 2 ] | Name                                                     | Bild                                          | Eintragsdatum                  | Lage                                                                                     | Ort                             | Beschreibung |
| ----- | -------------------------------------------------------- | --------------------------------------------- | ------------------------------ | ---------------------------------------------------------------------------------------- | ------------------------------- | --- |
| 1     | 4 Lazy F Dude Ranch                                      | weitere Bilder                                | 23. Apr. 1990 ID-Nr. 90000611  | Teton Park Road                                                                          | Moose                           | Auch als Sun Star Ranch bekannt, umfasst mehrere Gebäude am Westufer des Snake River |
| 2     | AMK Ranch                                                | AMK Ranch                                     | 23. Apr. 1990 ID-Nr. 90000615  | Nahe dem U.S. Highway 27/89 43° 56′ 20″ N, 110° 38′ 30″ W                                | Moran                           | Auch bekannt als Merymare, Lonetree and Mae-Lou Ranch; an der Ostseite des Jackson Lake gelegen |
| 3     | Alpenhof Lodge                                           | Alpenhof Lodge                                | 9. Aug. 2016 ID-Nr. 16000520   | 3255 W. Village Drive 43° 35′ 16″ N, 110° 49′ 34″ W                                      | Teton Village                   | 1965 erbautes Hotel im Alpinstil |
| 4     | Bar B C Dude Ranch                                       | weitere Bilder                                | 23. Apr. 1990 ID-Nr. 90000624  | Teton Park Road 43° 41′ 42″ N, 110° 41′ 42″ W                                            | Moose                           | Umfasst 37 Gebäude einer historischen Ranch |
| 5     | The Brinkerhoff                                          | weitere Bilder                                | 23. Apr. 1990 ID-Nr. 90000622  | Teton Park Road 43° 51′ 3″ N, 110° 35′ 35″ W                                             | Moose                           | Historischer Lodge am Ufer des Jackson Lake, in der bereits John F. Kennedy und Richard Nixon zu Gast waren |
| 6     | Cascade Canyon Barn                                      | Cascade Canyon Barn                           | 18. Aug. 1998 ID-Nr. 98001023  | Im Cascade Canyon in der Teton Range 43° 46′ 5″ N, 110° 49′ 22″ W                        | Moose                           | Kleine Holzhütte im Stil des National Park Service Rustic, die 1935 durch das Civilian Conservation Corps im Cascade Canyon gebaut wurde                                                                            |
| 7     | Andy Chambers Ranch Historic District                    | weitere Bilder                                | 23. Apr. 1990 ID-Nr. 90000623  | Mormon Row, östlich von Moose 43° 39′ 29″ N, 110° 39′ 41″ W                              | Moose                           | Teil des Mormon Row Historic District |
| 8     | Chapel of the Transfiguration                            | weitere Bilder                                | 10. Apr. 1980 ID-Nr. 80004055  | Menors Ferry Rd. 43° 39′ 37″ N, 110° 42′ 52″ W                                           | Moose                           | Kleine Holzkirche nahe dem Snake River in Moose; durch das Fenster am Altar blickt man genau auf den Grand Teton |
| 9     | Cunningham Cabin                                         | weitere Bilder                                | 2. Okt. 1973 ID-Nr. 73000225   | Cunningham Cabin Rd. 43° 46′ 44″ N, 110° 33′ 28″ W                                       | Moose                           | 1885 erbaut |
| 10    | Darwin Ranch                                             |                                               | 27. Apr. 2021 ID-Nr. 100005445 | 1 Kinky Creek Rd. 43° 24′ 44″ N, 110° 9′ 41″ W                                           | Cora                            | |
| 11    | Death Canyon Barn                                        | Death Canyon Barn                             | 25. Aug. 1998 ID-Nr. 98001024  | Nordwestlich des Phelps Lake im Death Canyon 43° 39′ 53″ N, 110° 49′ 45″ W               | Moose                           | Kleine Holzhütte im Stil des National Park Service Rustic, die 1935 durch das Civilian Conservation Corps im Death Canyon gebaut wurde                                                                              |
| 12    | Double Diamond Dude Ranch Dining Hall                    | weitere Bilder                                | 18. Aug. 1998 ID-Nr. 98001028  | Nahe der Teton Park Road am Cottonwood Creek 43° 42′ 7″ N, 110° 44′ 5″ W                 | Moose                           | Das auch als Climber’s Ranch bekannte Gebäude wurde 1945 erbaut und durch Frank Williams und Joseph S. Clark, Jr. unterhalten                                                                                       |
| 13    | Flat Creek Ranch                                         |                                               | 31. Dez. 2001 ID-Nr. 01001428  | Flat Creek Rd. 43° 31′ 40″ N, 110° 32′ 33″ W                                             | Jackson                         | |
| 14    | Game Creek                                               |                                               | 2. Dez. 2019 ID-Nr. 100004708  | Adresse nicht veröffentlicht                                                             | Jackson                         | |
| 15    | Gap Puche Cabin                                          |                                               | 18. Juni 1990 ID-Nr. 90000889  | Gros Ventre R. Rd, östlich des Grizzly Lake 43° 36′ 32″ N, 110° 27′ 15″ W                | Jackson                         | 1929 am Zusammenfluss von Gros Ventre River und Crystal Creek erbaut |
| 16    | George Washington Memorial Park                          | weitere Bilder                                | 5. Dez. 2003 ID-Nr. 03001250   | Town Square, eingegrenzt durch Cache, Center, Broadway und Deloney                       |                                 | Besser bekannt als „Town Square“ |
| 17    | Hardeman Barns                                           | Hardeman Barns                                | 28. Apr. 2015 ID-Nr. 15000190  | 5450 W. WY 22 43° 29′ 52″ N, 110° 52′ 12″ W                                              | Wilson                          | |
| 18    | Highlands Historic District                              | Highlands Historic District                   | 19. Aug. 1998 ID-Nr. 98001029  | End Highlands Rd. 43° 42′ 32″ N, 110° 43′ 45″ W                                          | Moose                           | |
| 19    | Huckleberry Mountain Fire Lookout                        | Huckleberry Mountain Fire Lookout             | 8. Juli 1983 ID-Nr. 83003365   | Einige Kilometer östlich des U.S. Highway 89/287 44° 4′ 57″ N, 110° 35′ 50″ W            | Bridger-Teton National Forest   | 1938 erbauter Feuerwachturm im Bridger-Teton National Forest |
| 20    | Huff Memorial Library                                    | Huff Memorial Library                         | 5. Dez. 2003 ID-Nr. 03001253   | 320 S. King St. 43° 28′ 41″ N, 110° 45′ 37″ W                                            | Jackson                         | Einstöckiges Holzgebäude, das 1938–1940 durch die Works Progress Administration erbaut wurde |
| 21    | Hunter Hereford Ranch Historic District                  | Hunter Hereford Ranch Historic District       | 24. Aug. 1998 ID-Nr. 98001031  | Im Südosten des Grand-Teton-Nationalparks 43° 40′ 33″ N, 110° 36′ 36″ W                  | Moose                           | Historische Ranch in Jackson Hole, die bereits Drehort für Filme wie The Wild Country oder Spencer’s Mountain war                                                                                                   |
| 22    | Jackson Hole American Legion Post No. 43                 | Jackson Hole American Legion Post No. 43      | 12. Sep. 2003 ID-Nr. 03000939  | 182 N. Cache 43° 28′ 55″ N, 110° 45′ 40″ W                                               | Jackson                         | 1929 erbautes Holzgebäude der Amerikanischen Legion |
| 23    | Jackson Lake Lodge                                       | weitere Bilder                                | 31. Juli 2003 ID-Nr. 03001039  | Teton Park Road 43° 52′ 50″ N, 110° 34′ 32″ W                                            | Moran                           | Historische Lodge am Jackson Lake, in der jährlich ein Treffen der Leiter der Zentralbanken der wichtigsten Industrie- und Schwellenländer stattfindet                                                              |
| 24    | Jackson Lake Ranger Station                              | weitere Bilder                                | 23. Apr. 1990 ID-Nr. 90000620  | Teton Park Road 43° 52′ 18″ N, 110° 34′ 14″ W                                            | Moran                           | |
| 25    | Jenny Lake Boat Concession Facilities                    | weitere Bilder                                | 24. Aug. 1998 ID-Nr. 98001032  | Am Südufer des Jenny Lake 43° 45′ 4″ N, 110° 43′ 31″ W                                   | Moose                           | Mehrere Gebäude am Südufer des Jenny Lake im National Park Service Rustic-Stil |
| 26    | Jenny Lake CCC Camp NP-4                                 | Jenny Lake CCC Camp NP-4                      | 7. Juli 2006 ID-Nr. 98001033   | Südlich des Jenny Lake am Cottonwood Creek 43° 44′ 58″ N, 110° 43′ 28″ W                 | Moose                           | Auch bekannt als Horse Concessioner Dormitory oder Climbing Concession Office; war das größte Camp des Civilian Conservation Corps im Grand-Teton-Nationalpark                                                      |
| 27    | Jenny Lake Ranger Station Historic District              | weitere Bilder                                | 23. Apr. 1990 ID-Nr. 90000610  | Jenny Lake Rd. 43° 45′ 13″ N, 110° 43′ 19″ W                                             | Moose                           | |
| 28    | Kimmel Kabins                                            | Kimmel Kabins                                 | 23. Apr. 1990 ID-Nr. 90000612  | Teton Park Road 43° 44′ 38″ N, 110° 43′ 38″ W                                            | Moose                           | |
| 29    | Lake Fish Hatchery Historic District                     | weitere Bilder                                | 7. Dez. 1982 ID-Nr. 85001416   | Am Nordufer des Yellowstone Lake 44° 32′ 58″ N, 110° 24′ 13″ W                           | Canyon Village                  | Umfasst neun Gebäude am Ufer des Yellowstone Lake, die zwischen 1930 und 1932 durch den United States Fish and Wildlife Service erbaut wurden                                                                       |
| 30    | Lake Hotel                                               | weitere Bilder                                | 16. Mai 1991 ID-Nr. 91000637   | Am Nordufer des Yellowstone Lake 44° 32′ 59″ N, 110° 24′ 0″ W                            | Canyon Village                  | Im Jahr 1891 erbautes Hotel am Ufer des Yellowstone Lake |
| 31    | Leigh Lake Ranger Patrol Cabin                           | Leigh Lake Ranger Patrol Cabin                | 23. Apr. 1990 ID-Nr. 90000618  | Nahe der Teton Park Road am Leigh Lake 43° 49′ 36″ N, 110° 44′ 16″ W                     | Moose                           | Holzhütte, die in den 1920ern durch den United States Forest Service am Ufer des Leigh Lake erbaut wurde |
| 32    | Geraldine Lucas Homestead–Fabian Place Historic District | weitere Bilder                                | 24. Aug. 1998 ID-Nr. 98001034  | Am Cottonwood Creek nördlich von Moose 43° 43′ 16″ N, 110° 44′ 3″ W                      | Moose                           | Umfasst 11 Gebäude am Fuß der Teton Range |
| 33    | Madison Museum                                           | weitere Bilder                                | 9. Juli 1982 ID-Nr. 82001720   | Grand Loop Road 44° 38′ 32″ N, 110° 51′ 41″ W                                            | Madison Junction                | Gehört zu den als National Historic Landmark deklarierten Norris, Madison, and Fishing Bridge Museums; liegt am Zusammenfluss von Madison- und Firehole River am Fuße des National Park Mountain                    |
| 34    | Manges Cabin                                             | weitere Bilder                                | 19. Aug. 1998 ID-Nr. 98001035  | Nahe der Teton Park Road am Taggart Lake Trail 43° 41′ 54″ N, 110° 43′ 59″ W             | Moose                           | Auch bekannt als Old Elbo Ranch Homestead Cabin, Mangus Cabin oder Taggart Creek Barn |
| 35    | Menor’s Ferry                                            | weitere Bilder                                | 16. Apr. 1969 ID-Nr. 69000016  | Am Snake River in Moose 43° 39′ 30″ N, 110° 42′ 29″ W                                    | Moose                           | Ehemalige Fähre über den Snake River in Moose |
| 36    | Miller Cabin                                             | Miller Cabin                                  | 16. Apr. 1969 ID-Nr. 69000195  | National Elk Refuge Road 43° 29′ 20″ N, 110° 44′ 16″ W                                   | Jackson                         | Im National Elk Refuge nordöstlich von Jackson gelegen, ist Teil der Grace and Robert Miller Ranch |
| 37    | Grace and Robert Miller Ranch                            | weitere Bilder                                | 11. Nov. 2002 ID-Nr. 01001454  | National Elk Refuge Road 43° 29′ 22″ N, 110° 44′ 12″ W                                   | Jackson                         | Im National Elk Refuge nordöstlich von Jackson gelegen |
| 38    | Moose Entrance Kiosk                                     | Moose Entrance Kiosk                          | 23. Apr. 1990 ID-Nr. 90000619  | Teton Park Road 43° 39′ 30″ N, 110° 43′ 9″ W                                             | Moose                           | Am Eingang zum Grand-Teton-Nationalpark in Moose |
| 39    | Moran Bay Patrol Cabin                                   |                                               | 25. Aug. 1998 ID-Nr. 98001037  | An der Moran Bay des Jackson Lake 43° 52′ 2″ N, 110° 44′ 25″ W                           | Moose                           | 1932 durch das Civilian Conservation Corps erbaut, 2000 durch einen Waldbrand zerstört |
| 40    | Mormon Row Historic District                             | weitere Bilder                                | 5. Juni 1997 ID-Nr. 97000495   | Antelope Flats Rd, Mormon Row Rd 43° 39′ 24″ N, 110° 37′ 6″ W                            | Moose                           | Umfasst mehrere Scheunen und Hütten in Jackson Hole östlich des U.S. Highway 89 und nordöstlich der Blacktail Butte; gehört zu den bekanntesten Fotomotiven im Grand-Teton-Nationalpark                             |
| 41    | Murie Ranch Historic District                            | weitere Bilder                                | 24. Aug. 1998 ID-Nr. 98001039  | Murie Ranch Road südwestlich von Moose 43° 39′ 2″ N, 110° 43′ 37″ W                      | Moose                           | Auch als STS Dude Ranch oder Stella Woodbury Summer Home bekannt |
| 42    | Murie Residence                                          | Murie Residence                               | 23. Apr. 1990 ID-Nr. 90000616  | Murie Ranch Road südwestlich von Moose 43° 39′ 0″ N, 110° 43′ 37″ W                      | Moose                           | Teil des Murie Ranch Historic District |
| 43    | Norris, Madison, and Fishing Bridge Museums              | weitere Bilder                                | 28. Mai 1987 ID-Nr. 87001445   | Norris-Geysir-Becken, Madison Junction, und Fishing Bridge 44° 38′ 38″ N, 110° 38′ 49″ W | Yellowstone-Nationalpark        | Drei Einzelmuseen im Yellowstone-Nationalpark, die durch den Architekten Herbert Maier im National-Park-Service-Rustic-Stil, einer Bauweise aus Stein und Holz, konzipiert und zwischen 1929 und 1931 erbaut wurden |
| 44    | Old Administrative Area Historic District                | Old Administrative Area Historic District     | 23. Apr. 1990 ID-Nr. 90000621  | Beaver Creek Rd. 43° 41′ 10″ N, 110° 44′ 8″ W                                            | Moose                           | Früheres Hauptquartier des Grand-Teton-Nationalparks, das im Zuge der Mission 66 nach Moose verlegt wurde |
| 45    | Old Faithful Historic District                           | weitere Bilder                                | 7. Dez. 1982 ID-Nr. 82001839   | Beidseitig der Grand Loop Road am Upper Geyser Basin 44° 27′ 13″ N, 110° 50′ 9″ W        | Yellowstone-Nationalpark        | Umfasst das Old Faithful Inn, die Hamilton's Stores, die Old Faithful Lodge, die Old Faithful Snow Lodge, sowie weitere Gebäude nahe dem Old Faithful im Upper Geyser Basin                                         |
| 46    | Old Faithful Inn                                         | weitere Bilder                                | 23. Juli 1973 ID-Nr. 73000226  | Am Old Faithful, Grand Loop Road 44° 27′ 35″ N, 110° 49′ 49″ W                           | Yellowstone-Nationalpark        | 1904 erbautes, großes Hotel am Old Faithful-Geysir im Yellowstone-Nationalpark |
| 47    | Queen’s Laundry Bath House                               | weitere Bilder                                | 25. Juli 2001 ID-Nr. 01000790  | Unteres-Geysir-Becken, Yellowstone-Nationalpark 44° 33′ 50″ N, 110° 52′ 11″ W            | Yellowstone-Nationalpark        | Ruine einer 1881 erbauten Holzhütte, die über einer geothermalen Quelle im Lower Geyser Basin steht |
| 48    | Ramshorn Dude Ranch Lodge                                | weitere Bilder                                | 19. Aug. 1998 ID-Nr. 98001041  | Ditch Creek Rd. 43° 40′ 11″ N, 110° 35′ 46″ W                                            | Moose                           | |
| 49    | Rosencrans Cabin Historic District                       |                                               | 6. Aug. 1980 ID-Nr. 80004056   | Nördlich des U.S. Highway 287 43° 50′ 0″ N, 110° 20′ 44″ W                               | Moran                           | Umfasst 5 Holzgebäude im Bridger-Teton National Forest |
| 50    | Snake River Land Company Residence and Office            | Snake River Land Company Residence and Office | 7. Juli 2006 ID-Nr. 98001036   | Am Snake River nördlich von Moran 43° 50′ 33″ N, 110° 30′ 44″ W                          | Moran                           | |
| 51    | Snake River Ranch                                        |                                               | 26. Nov. 2004 ID-Nr. 04001089  | 5700 Snake River Ranch Rd. 43° 33′ 42″ N, 110° 47′ 59″ W                                 | Wilson                          | Größte Ranch in Jackson Hole; besteht aus drei Gebäudekomplexen |
| 52    | Squirrel Meadows Guard Station                           |                                               | 4. Okt. 1990 ID-Nr. 90000149   | Forest Rd. 20031 44° 3′ 48″ N, 111° 1′ 14″ W                                             | Caribou-Targhee National Forest | 1934 erbaute Rangerstation im Hinterland des Caribou-Targhee National Forest nahe der Grenze zu Idaho |
| 53    | St. John’s Episcopal Church and Rectory                  | weitere Bilder                                | 1. Dez. 1978 ID-Nr. 78002834   | 132 N. Glenwood 43° 28′ 54″ N, 110° 45′ 50″ W                                            | Jackson                         | Im Jahr 1911 erbaut |
| 54    | String Lake Comfort Station                              | String Lake Comfort Station                   | 23. Apr. 1990 ID-Nr. 90000617  | Nahe der Teton Park Road am String Lake 43° 47′ 19″ N, 110° 43′ 47″ W                    | Moose                           | Zwischen 1934 und 1939 durch das Civilian Conservation Corps und die Public Works Administration erbaut, befand sich ursprünglich am Jenny Lake                                                                     |
| 55    | Triangle X Barn                                          | weitere Bilder                                | 19. Aug. 1998 ID-Nr. 98001042  | Triangle X Ranch Rd. 43° 45′ 53″ N, 110° 34′ 1″ W                                        | Moose                           | |
| 56    | Upper Granite Canyon Patrol Cabin                        | weitere Bilder                                | 19. Aug. 1998 ID-Nr. 98001043  | Im Granite Canyon in der Teton Range 43° 36′ 49″ N, 110° 53′ 50″ W                       | Moose                           | 1935 durch das Civilian Conservation Corps im hinteren Granite Canyon erbaut |
| 57    | Van Vleck House and Barn                                 | Van Vleck House and Barn                      | 7. Sep. 1995 ID-Nr. 95001075   | 135 E. Broadway 43° 28′ 50″ N, 110° 45′ 34″ W                                            | Jackson                         | 1910–1911 erbaute Holzhütte im Stadtzentrum von Jackson |
| 58    | White Grass Dude Ranch                                   | White Grass Dude Ranch                        | 23. Apr. 1990 ID-Nr. 90000613  | Moose-Wilson Road 43° 39′ 28″ N, 110° 46′ 23″ W                                          | Moose                           | Umfasst mehrere Gebäude einer historischen Ranch im White Grass Valley des Grand-Teton-Nationalpark |
| 59    | White Grass Ranger Station Historic District             | White Grass Ranger Station Historic District  | 23. Apr. 1990 ID-Nr. 90000614  | Moose-Wilson Road 43° 39′ 20″ N, 110° 46′ 48″ W                                          | Moose                           | |
| 60    | Wort Hotel                                               | weitere Bilder                                | 9. Dez. 1999 ID-Nr. 99001507   | 50 N. Glenwood St. 43° 28′ 48″ N, 110° 45′ 45″ W                                         | Jackson                         | 1941 von den Wort-Brüdern erbautes Hotel in Jackson |

## Frühere Einträge
| [ 2 ] | Name         | Bild         | Eintragsdatum                | Lage                                                                 | Ort   | Beschreibung |
| ----- | ------------ | ------------ | ---------------------------- | -------------------------------------------------------------------- | ----- | --- |
| 1     | Leek’s Lodge | Leek’s Lodge | 5. Sep. 1975 ID-Nr. 75000216 | U.S. Highway 89 nordwestlich von Moran 43° 55′ 50″ N, 110° 38′ 20″ W | Moran | Bei einem Feuer im Jahr 1998 wurde die Lodge zerstört, nur der Schornstein blieb bestehen; 2014 wurde es aus dem NRHP entfernt |